# Hahnenhorst
Hahnenhorst este o arie protejată (sit de importanță comunitară — SCI) din Germania întinsă pe o suprafață de 65,24 ha, integral pe uscat.

## Localizare
Centrul sitului Hahnenhorst este situat la coordonatele 53°24′50″N 9°21′55″E / 53.4139°N 9.3653°E.

## Înființare
Situl Hahnenhorst a fost declarat sit de importanță comunitară în ianuarie 2005 pentru a proteja un număr necunoscut de specii din flora spontană și fauna sălbatică aflate în arealul zonei.

## Biodiversitate
Situată în ecoregiunea atlantică, aria protejată conține 4 habitate naturale: Păduri de stejar sau de stejar și carpen sub-atlantice și medio-europene de Carpinion betuli, Păduri acidofile de stejar bătrân cu Quercus robur pe câmpii nisipoase, Mlaștini împădurite, Păduri aluvionare cu Alnus glutinosa și Fraxinus excelsior (Alno-Padion, Alnion incanae, Salicion albae).
La baza desemnării sitului se află un număr nedeclarat de specii protejate.